# Stephens Six
Der Stephens Six Series 60 war ein nur für das Modelljahr 1917 angebotener Personenwagen der US-amerikanischen Mittelklasse. Hersteller war die eigens dazu eingerichtete Stephens Motor Branch des Farmgeräteherstellers Moline Plow Company in Moline (Illinois). Der Stephens Six war in seiner Klasse als Qualitätsautomobil ausgelegt, wurde aber wegen seiner Konstruktion aus zugekauften Komponenten öffentlich nicht als solches wahrgenommen.
Das Auto sollte dazu dienen, der Moline Plow Company in ihrem Kerngeschäft, der Herstellung von Landmaschinen, verlorenen Umsatz zu kompensieren. Dies gelang mit dem technisch und optisch zu unauffälligen Stephens Six nicht, obwohl das Fahrzeug ein sorgfältig konstruiertes, solide gebautes und in seiner Klasse leistungsfähiges Fahrzeug zu einem konkurrenzfähigen Preis war. Nicht zuletzt deswegen hatte die Fahrzeugabteilung mit Rentabilitätsproblemen zu kämpfen, obwohl ein sehr kleines Team mit der Produktionsvorbereitung beauftragt war. Es arbeitete unter dem Geschäftsführer Matthew A. Steele ab Ende 1915 zunächst von Detroit aus, wo bis Februar 1916 zwei Fahrgestelle entstanden. Produziert wurde der Stephens Six aber von Anfang an in den eigens erworbenen ehemaligen Räumlichkeiten der John W. Henney & Co. in Freeport (Illinois).

## Assembled vehicle
Der Entwurf des Stephens Six wurde zugekauft, nicht selber erarbeitet. Er stammte aus der Feder des angesehenen Ingenieurs E.T. Birdsall, einem Gründungsmitglied der SAE (Society of Automobile Engineers) und verantwortlich für eine ganze Reihe von Automobilen verschiedener Hersteller.
Obwohl viele Komponenten eigens für Stephens hergestellt wurden und die Karosserie unüblicherweise im Hause hergestellt wurde, galt das Fahrzeug in der öffentlichen Wahrnehmung als Assembled vehicle, d. h. ein Auto, das aus zugekauften Komponenten zusammengestellt wurde. Solche Marken gab es zu Dutzenden; wenige behaupteten sich längere Zeit im Markt. In der öffentlichen Wahrnehmung galten sie meist als von minderer Qualität – oft zu Unrecht, wie etwa Argonne, Biddle, Cole, Daniels, Handley-Knight, Kenworthy, Revere oder Roamer belegen. Das teuerste in den USA hergestellte Auto, der Brewster Knight, war ebenfalls ein Assembled car.
Der Markenslogan lautete: "Best by Test".

## Technik

### Motor
Der wassergekühlte Sechszylindermotor wurde von Continental zugekauft. Es handelte sich dabei um einen konventionellen, seitengesteuerten Reihenmotor des Typs 7-W mit dreifach gelagerter Kurbelwelle, wie er etwa auch von Abbott, Anderson, Columbia, Davis oder Elcar verwendet wurde.
Der 7-W hat 224,0 c.i. (3670 cm³) Hubraum aus 3¼ Zoll Bohrung und 4½ Zoll Hub und leistet 55 bhp (41 kW). Das auf die Motorbohrung abgestellte N.A.C.C.-Rating ergibt einen Wert von 25,3 PS, was in Großbritannien auch den anzuwendenden Steuer-PS entspricht; über die tatsächliche Motorenleistung sagt dieser Wert nichts aus. Die Kühlung erfolgte zeittypisch mittels Thermosiphon, die Gemischbildung mittels Stromberg-Fallstromvergaser.
Das Werk gab in einer Anzeige eine Höchstgeschwindigkeit von 50 mph (ca. 80 km/h) an. Dieser Motor wurde im bis Juli 1917 gebauten Six Series 60 verwendet; danach stellte Stephens um auf einen obengesteuerten Sechszylinder mit identischen Dimensionen und zunächst 57 bhp (43 kW) Leistung.

### Kraftübertragung
Die Kraftübertragung erfolgt über eine Trockenscheibenkupplung auf ein konventionelles, unsynchronisiertes Dreiganggetriebe mit Rückwärtsgang und mittels Kardanwelle auf die Hinterachse mit spiralverzahntem Differential. Die Untersetzung an der Hinterachse beträgt 4.75 : 1.
Geworben wurde damit, dass erst bei Geschwindigkeiten unter 3 mph etwa 5 km/h) tieferschalten notwendig würde.

### Fahrgestell und Aufhängung
Das robuste Fahrgestell ist als konventioneller Pressstahl-Leiterrahmen konstruiert. Er besteht aus zwei gekröpften Längsträgern, fünf Traversen und je einem Torsion tube am vorderen und hinteren Ende. Die Starrachsen vorn und hinten kamen von Timken und die Lenkung von Gemmer. Gebremst wurde mittels Trommeln an der Hinterachse. Der Stephens Six erhielt Holzspeichen-Artillerieräder mit 32×4 Zoll Reifen von Fisk Cord und abnehmbarem Radkranz.
Der Radstand beträgt nur 115 Zoll (2921 mm), was sich für ein Fahrzeug dieser Klasse als zu kurz herausstellte.

### Karosserien
Eine Besonderheit des Stephens ist die Karosserie, die nach den Prinzipien des Individual-Karosseriebaus in Kleinserie von Hand erstellt wurde. Die Struktur besteht aus gelagertem Hartholz. Sie wurde mit Stahlblech beplankt. Erhältlich war zunächst ein fünfsitziger Touring; ein dreisitziger Roadster wurde nachgeschoben.

### Ausstattung
Die umfangreiche Grundausstattung umfasst eine Saal-Zentralchassisschmierung, einen Stewart-Tacho bis 75 mph (), elektrische Hupe, Lufteinlässe vor der Windschutzscheibe, ein Getriebeschloss als Diebstahlsicherung und sogar eine Kellogg-Luftpumpe für die Reifen. Ob ein Boyce-Motometer zur Grundausstattung (wie bei späteren Stephens) gehörte oder ob es aufpreispflichtig war, ist nicht bekannt. Die Kühlermaske war offenbar in vernickelter oder lackierter Ausführung erhältlich.

## Modellübersicht
| Typ | Bauzeit   | Motorbauform, Ventilsteuerung         | Bohrung × Hub    | Hubraum               | Leistung                     | Radstand          | Karosserie       | Listenpreis |
| --- | --------- | ------------------------------------- | ---------------- | --------------------- | ---------------------------- | ----------------- | ---------------- | ----------- |
| 62  | 1916–1917 | R6, SV-Ventilsteuerung Continental 7  | 82,55 × 114,3 mm | 224 cu in (3.671 cm³) | 55 PS (40,5 kW) bei 2400/min | 115 in (2.921 mm) | Roadster 3 Sitze | 1.150 US$   |
| 64  | 1916–1917 | R6, SV-Ventilsteuerung Continental 7W | 82,55 × 114,3 mm | 224 cu in (3.671 cm³) | 55 PS (40,5 kW) bei 2400/min | 115 in (2.921 mm) | Touring 5 Sitze  | 1.150 US$   |

## Produktion
Die exaktesten Produktionszahlen finden sich im Standard Catalogue of American Cars 1805–1942. Nach dieser Quelle entstanden im Modelljahr 1917 total 1337 Fahrzeuge.